# Oldenlandia stricta
Oldenlandia stricta är en måreväxtart som beskrevs av Carl von Linné. Oldenlandia stricta ingår i släktet Oldenlandia och familjen måreväxter. Inga underarter finns listade i Catalogue of Life.